# Ferhat Mehenni

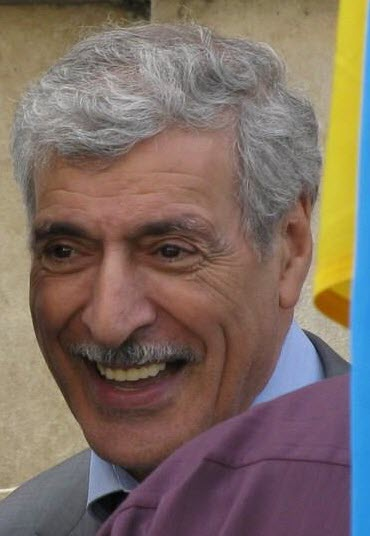
Ferhat Mehenni 2011

Ferhat Mehenni (kabylisch ⴼⵔⵃⴰⵜ ⵎⵀⵏⵉ Ferḥat Mḥenni; * 5. März 1951 in Illoula) ist ein algerischer Musiker und Politiker. Er ist Sprecher der Bewegung für die Autonomie der Kabylei, der Autonomiebewegung der Kabylei in Algerien und Präsident der „provisorischen Regierung der Kabylei“.

## Leben
Fehrat Mehenni wurde als Sohn eines Algerienkämpfers geboren. Er stammt aus einer Familie, in der die alte Musiktradition der Kabylen gepflegt wurde, Geschichten, Traditionen, religiöse Vorstellungen ihres Volkes oral in Liedern und nicht schriftlich weiterzugeben.
Er besuchte ab Januar 1963 eine Grundschule in Algier und setzte nach zwei Jahren seine Schulausbildung in der kabylischen Stadt Larbaâ Nath Irathen fort, wo er 1971 das Abitur (Bac) bestand. Nach dem Abitur studierte er Politikwissenschaft an der Universität Algier, wo er sich mit der Politik der Berber und den unterschiedlichen aktuellen Strömungen in Algeriens Hauptstadt auseinandersetzte. In dieser Zeit lernte er seinen späteren Freund und Kampfgefährten Saïd Saadi kennen, mit dem zusammen er die Zeitschrift Taftilt ‚Licht‘, die später den Titel in Itri ‚Stern‘ änderte, herausgab. Themen der Zeitschrift waren kulturelle und linguistische Probleme.
Seine Lieder singt er unter dem Namen Ferhat Imazighen Imoula, den er seit seinem ersten Auftritt im algerischen Radio, nachdem er den ersten Preis in einem nationalen Songwettbewerb gewonnen hatte, als Musiker trägt. Der Name der Gruppe war Imazighen Imoula, der Moderator stellte aber Ferhat Mehenni als Gewinner vor, Ferhat korrigierte ihn, womit zum ersten Mal das verpönte Wort Imazighen (=Berber) im staatlichen Rundfunk ausgesprochen wurde.
Im April 1973 nahm er an einem Festival algerischer Musik teil. Wie auch der Chansonnier Idir bemüht er sich um eine Wiederbelebung traditioneller algerischer Musik als identitätsstiftendes Element berberischer Kultur. Seine Lieder wurden unter dem autoritären Regime Houari Boumediennes als subversiv denunziert. Gleichfalls werden seine Lieder von militanten Islamisten in Algerien heftig abgelehnt, die ihn ebenso wie algerische Staatsorgane mehrfach mit dem Tod bedroht haben.
Seit Sommer 1976 beteiligte er sich an den Auseinandersetzungen, die dem Referendum für eine Verfassungsänderung vorausgingen, welche die Garantie einer Herrschaft Boumediennes zum Ziel hatte. In diesem Zusammenhang kam er ins Blickfeld der militärischen Sicherheitspolizei (Sécurité militaire), da er bei allen Kundgebungen und Versammlungen seine berberische Identität betonte. Die Polizei nahm ihn für 24 Stunden fest, er kam aber gegen Auflagen wieder frei.

### DerBerber-Frühling
1980 kam es in Algerien zu einer ersten spontane Widerstandsbewegung gegen das Regime, den Printemps Berbère ‚Berber-Frühling‘. Vordergründig ging es um die Anerkennung der kabylischen Sprache als eigenständige und gleichberechtigte Sprache in Algerien. In den Kämpfen mit der Polizei wurden 126 Menschen getötet und 5000 verwundet. Fehrat Mehenni wurde als aktives Mitglied festgenommen und einen Monat später wieder freigelassen. Er nahm seine Aktivitäten als Verteidiger einer eigenständigen kabylischen Kultur wieder auf, wurde aber dauerhaft von der Polizei überwacht, eingeschüchtert, und er musste seinen Reisepass abgeben.

### Die Liga für Menschenrechte
Am 30. Juni war er unter den Gründern der Algerischen Liga für Menschenrechte (Ligue algérienne pour la défense des droits de l'homme), und er gehörte zu den Direktoriumsmitgliedern. Am 17. Juli wurde er in Azazga festgenommen: als Ligamitglied und weil er außerhalb der amtlichen, von der Regierung organisierten Veranstaltungen, den Unabhängigkeitstag Algeriens gefeiert hatte. Er wurde in das Gefängnis von Berrouaghia eingeliefert, zu drei Jahren Haft und einer Strafe von 5 000 Dinar verurteilt. Nach drei Monaten wurde er am 27. April 1987 durch den Präsidenten begnadigt.

### Die Sammlungsbewegung für Kultur und Demokratie
Im November gründeten Mustapha Bacha, Mokrane Ait Larbi und Saïd Saadi die Sammlungsbewegung Rassemblement pour la culture et la démocratie (RCD), bei der Mehenni als Sekretär für Nationalfragen und Kultur beteiligt war.
Wegen Meinungsverschiedenheiten mit Saadi gab er jedoch diese Posten bald auf, um sich dem Mouvement Culturel Berbère (MCB) anzuschließen. Mehenni war einer der Hauptorganisatoren des Schüler- und Studentenboycktts vom September 1994, der ein Jahr später zur Einrichtung eines Hochkommissariats für Berberfragen (Haut Commissariat à l'Amazighité) durch die algerische Regierung führte.
1994 kehrte Mehenni von einem Aufenthalt in Paris mit einem Airbus der Air France zurück, der von Islamisten der Groupe Islamique Armé (GIA) nach Marseille entführt wurde. Die Islamisten erkannten ihn und wollten ihn erschießen, konnten aber vorher von französischen Sicherheitstruppen überwältigt werden. Danach fing er wieder an, politische Chansons zu schreiben, in denen er sich mit diesen Erfahrungen auseinandersetzte. 2001 wurde sein ältester Sohn Améziane Mehenni in Paris auf der Straße umgebracht, möglicherweise, weil man ihn mit seinem Vater verwechselt hatte.
Am 26. August 2021 erließ Algerien einen internationalen Haftbefehl gegen Ferhat Mehenni.

## Diskographie
- Revolutionary Songs from Kabylia. 1979. Das Album enthält den Song Ameddakʷel, nach einem Gedicht von Ludwig Uhland (Der gute Kamerad), ins Kabylische übersetzt und komponiert von Laimèche Ali, arrangiert und gesungen von Ferhat Mehenni
- Tuγac n ddkir – Songs of steel, love and liberty (1994)

- Tuγac n tmes d waman – Songs of Fire and Water (1996 and 2001)
- I Tmurt n Leqvayel – Hymn to Kabylia (2002)
- Adekker d usirem – Requiem and Hope (2004)